# Пйотр Гофманський
Пйотр Юзеф Гофманський (пол. Piotr Józef Hofmański; нар. 6 березня 1956 року) — польський юрист, який з 2021 року виконує обов'язки голови Міжнародного кримінального суду (МКС) . Він був суддею МКС з березня 2015 року. Обрання його на посаду Президента Міжнародного кримінального суду розраховане на три роки. До того, як він працював суддею МКС, він був юрисконсультом та експертом Ради Європи.

## Біографія
Пйотр Гофманський народився в Познані, Польща, 6 березня 1956 року. Отримав ступінь магістра права в Університеті Миколи Коперника в Торуні в 1978 році. У 1981 роц здобув ступінь доктора юридичних наук. Титул габілітованого доктора отримав в Університеті Сілезії в Катовицях в 1990 році.

## Рада Європи
У 2001—2002 роках працював експертом у Раді Європи в Групі роздумів з питань міжнародного співробітництва у кримінальних справах та у 2004—2006 рр. В Комітеті експертів з транснаціонального правосуддя.

## Суддя
Свою кар'єру розпочав суддею апеляційного суду в Білостоку в 1994 році. У 1996—2015 роках був суддею у палаті з питань кримінальних справ Верховного суду Польщі. У 1999 році він працював речником суду.
У грудні 2014 року був обраний суддею Міжнародного кримінального суду на термін 2015—2024 років. Гофманський був першою людиною з Польщі, обраною на цю посаду. Він офіційно присягнув 10 березня 2015 року разом з п'ятьма іншими суддями. У березні 2021 року обраний президентом Міжнародного кримінального суду на термін 2021—2024.

## Відзнаки
У 2000 році Президент Александр Квасьневський нагородив його Срібним Хрестом За заслуги.

## Приватне життя
Він вільно володіє польською, англійською та німецькою мовами . Він одружений, має трьох доньок.

## Публікації
Гофманський є автором та співавтором понад 300 публікацій, що стосуються різних аспектів кримінального права та процесу, міжнародного співробітництва та захисту прав людини. Багато його публікацій написані та опубліковані німецькою та англійською мовами.